# Den lilla sjöjungfrun II – Havets hemlighet
Den lilla sjöjungfrun II – Havets hemlighet (engelska: The Little Mermaid II: Return to the Sea) är en amerikansk animerad film producerad av Walt Disney Pictures 2000 och den första uppföljaren till Den lilla sjöjungfrun från 1989. Filmen släpptes direkt till video i DVD-region 1 den 19 september 2000.

## Handling
Filmen utspelas flera år efter den första filmen.
Ariel har blivit människa och är nu gift med sin prins Eric och tillsammans har de dottern Melody. På Melodys dop dyker Ursulas lika elaka syster Morgana upp, påminner alla om hennes närvaro och vill hämnas sin döda syster på dem.
Hon vill ta hämnd på Ariel, efter att hon förgjorde hennes egen syster. Hon är nära att kidnappa Melody, men de lyckas undvika det och får istället en varning. Efter det, sätts en stor, bred mur över hela stranden, för att stänga allt ont ute, men det har två nackdelar. Ariel längtar ut till havet, sina systrar och sin far, och Melody har en lika stor kärlek till havet som Ariel hade till land.
På Melodys tolvårsdag ska hon få en extra "present", fastän hon ser det som en hemsk mardröm, som bara blir värre. Hon ska bland annat dansa med världens "sötaste" kille, de andra tjejerna hatar henne och hon är nervös. Allt blir en katastrof, och Melody hittar ett halsband med sitt namn, som kastats ut i vattnet vid Melodys ettårs-dag, innan muren kom upp. Ariel försöker undvika det men måste erkänna, men innan hon hinner säga ett ord är Melody borta. Hon har rymt ut till havet.
Trots den propra krabban Sebastians varningar ger hon sig ut på havet och träffar sjöhäxan Ursulas onda syster, som förvandlar Melody till en sjöjungfru.

## Svenska röster
- Melody - Natalie Famili
- Ariel - Myrra Malmberg
- Morgana - Evabritt Strandberg
- Sebastian - Anders Öjebo
- Pingvinen Frack - Kalle Selander
- Valrossen Späck - Fredrik Berling
- Underström - Jan Åström
- Eric - Thomas Hanzon
- Måsart - Per Eggers
- Kung Triton - Ingemar Carlehed
- Blunder - Johan Svensson
- Grimsby - Gunnar Uddén
- Louis - Roger Storm
- Carlotta - Monica Forsberg

### Fotnoter
1. ↑  ”Den lilla sjöjungfrun II – Havets hemlighet”. Disneyania. 8 juni 2000. http://www.d-zine.se/filmer/denlillasjoejungfrun2.htm. Läst 20 augusti 2016.